# Jetta VS5
Jetta VS5 — це компактний кросовер, який спільно розробили FAW Group і Volkswagen AG для свого ексклюзивного китайського бренду Jetta і виробляє FAW-Volkswagen, спільне підприємство двох компаній з 2019 року.

## Огляд
Jetta VS5 було представлено на автосалоні в Шанхаї, одночасно з запуском бренду Jetta, бренду, орієнтованого на молодь для Китаю, названого на честь незмінно популярного седана, який продається в Китаї, Volkswagen Jetta.  Він був випущений на ринок на автосалоні в Ченду в 2019 році як перший із двох кросоверів бренду Jetta.  VS5 має ту саму платформу та панелі кузова, що й SEAT Ateca, Volkswagen Tharu та Škoda Karoq.
На даний момент Jetta VS5 є ексклюзивом для китайського ринку, і немає планів щодо його продажу деінде. Він використовує двигун EA211, 1,4-літровий рядний чотирициліндровий двигун із турбонаддувом, потужністю 150 к.с. і крутним моментом 250 Н⋅м. 

У серпні 2023 року Jetta VS5 була представлена Mammut Khodro, офіційним дистриб’ютором Volkswagen в Ірані разом з Jetta VS7 і Jetta VA3. Три моделі Jetta будуть випущені в Ірані до кінця року. 

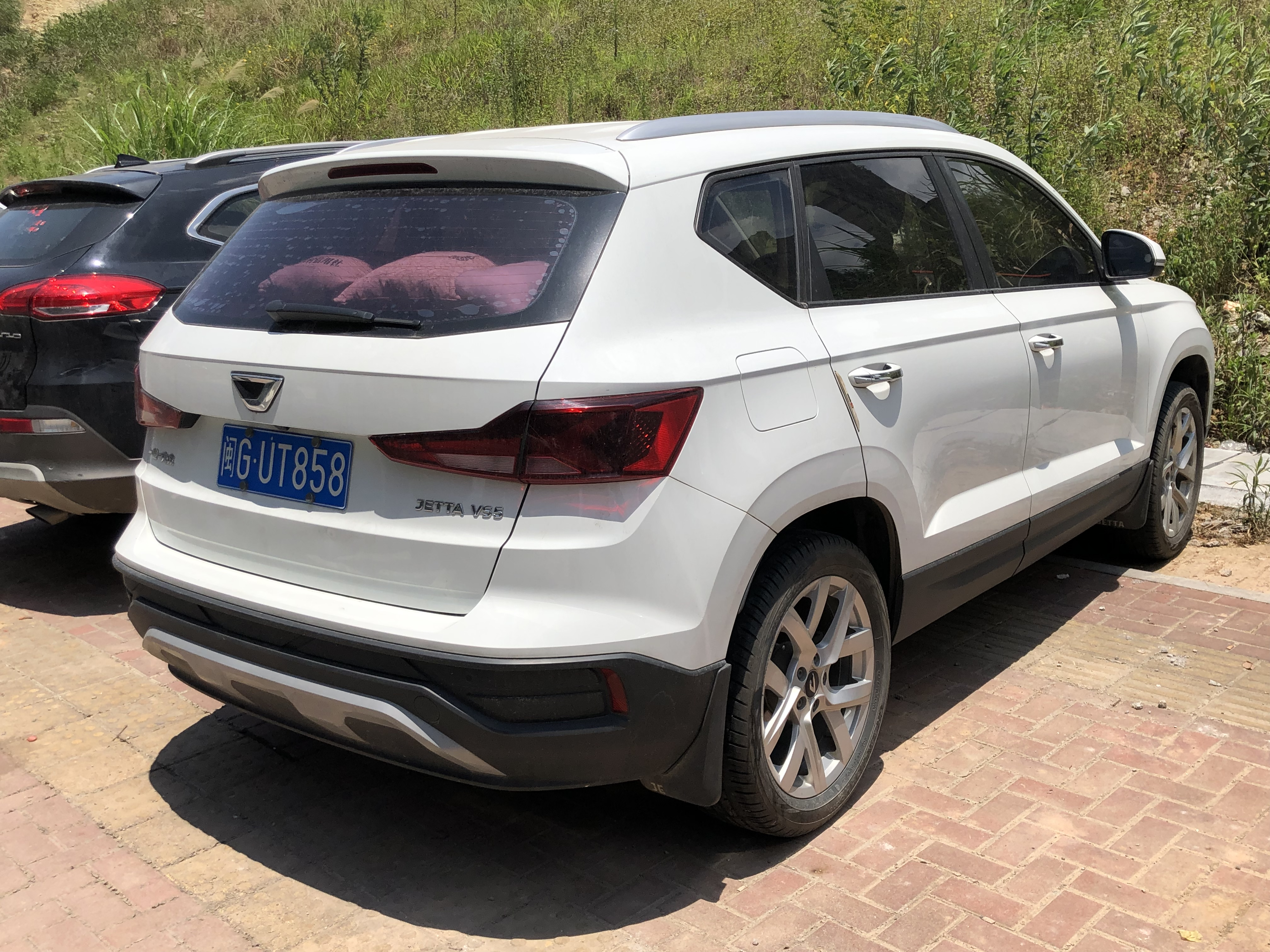
Вид ззаду
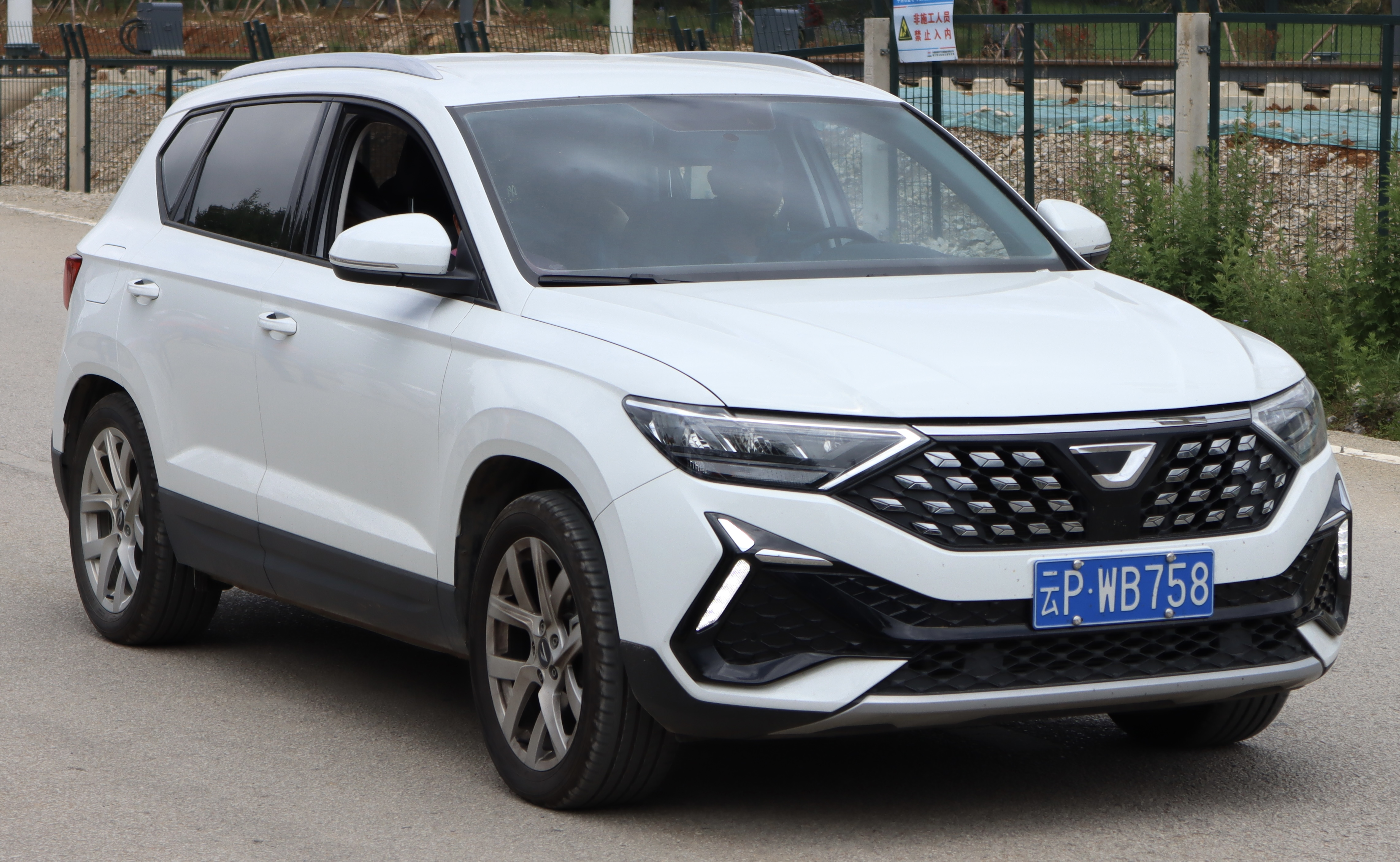
Рестайлінг 2022
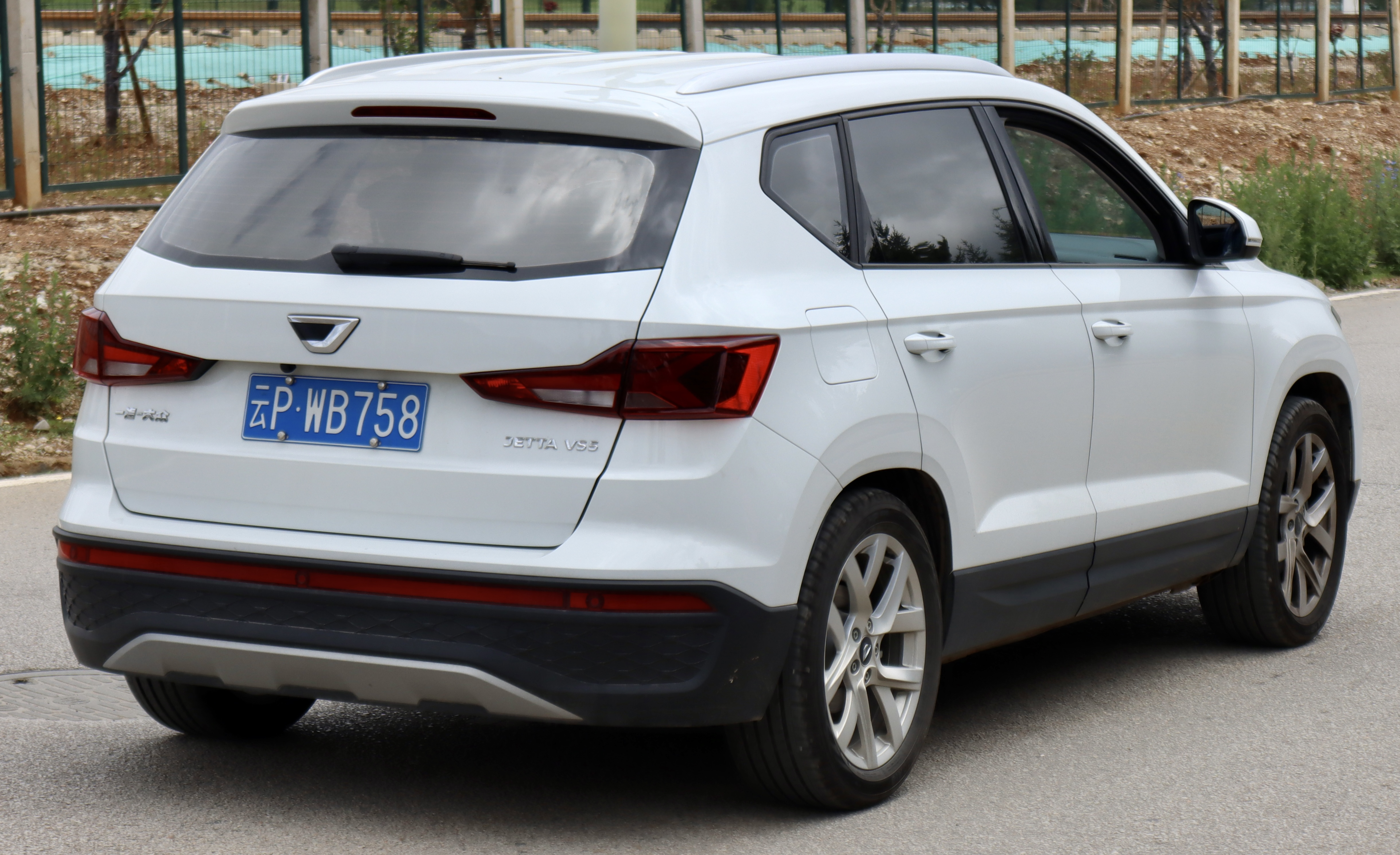
Вид ззаду (рестайлінг)

## Продажі
| Рік  | Китай  |
| ---- | ------ |
| 2019 | 36,705 |
| 2020 | 81,077 |
| 2021 | 82,809 |